# 維科斯山
9°17′34″S 77°29′13″W / 9.29278°S 77.48694°W

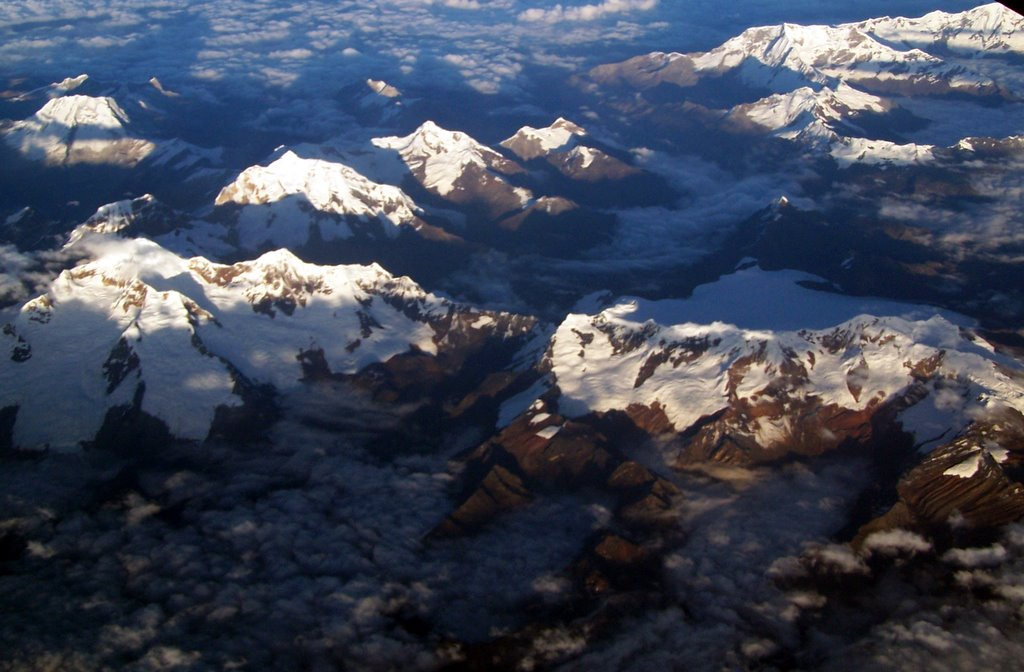

維科斯山（Vicos），是秘魯的山峰，位於該國北部安卡什大區，由卡爾瓦斯省的馬爾卡拉區負責管轄，屬於布蘭卡山脈的一部分，海拔高度5,315米。